# Curtis Millage
Curtis Jerome Millage (Los Angeles, 4 maggio 1981) è un ex cestista statunitense, professionista in Cina, in Germania e Russia.

## Palmarès
- Campionato lettone: 2

ASK Rīga: 2006-07
VEF Riga: 2011-12
- Campionato estone: 1

Kalev/Cramo: 2013-14
- Coppa di Slovenia: 1

Union Olimpija: 2010